# Saint-Marcel (Ain)
Saint-Marcel (también denominada Saint-Marcel-en-Dombes) es una comuna francesa del departamento de Ain, en la región de Auvernia-Ródano-Alpes.

## Demografía
| 232 | 200 | 209 | 274 | 786 | 1 059 | 1 202 | 1 324 |
| Para los censos de 1962 a 1999 la población legal corresponde a la población sin duplicidades (Fuente: INSEE [Consultar]) |     |     |     |     |       |       |       |